# UEFA Europa League 2015-2016 (fase a eliminazione diretta)
Questa voce raccoglie un approfondimento sulle gare della fase a eliminazione diretta dell'edizione 2015-2016 della UEFA Europa League.

## Risultati

### Sedicesimi di finale

#### Andata
| Arbitro: | Martin Strömbergsson |

|                |           |  |
| Souza 18’, 72’ | Marcatori |  |

| Arbitro: | Ivan Bebek |

|           |           |  |
| Mbodj 67’ | Marcatori |  |

| Arbitro: | Artur Soares Dias |

|                       |           |           |
| Sisto 44’ Onuachu 77’ | Marcatori | 37’ Depay |

| Arbitro: | Felix Zwayer |

|                  |           |                   |
| Bernardeschi 59’ | Marcatori | 37’ (rig.) Chadli |

| Arbitro: | Luca Banti |

|                      |           |  |
| Piszczek 6’ Reus 71’ | Marcatori |  |

| Arbitro: | Bas Nijhuis |

|            |           |  |
| Suárez 82’ | Marcatori |  |

| Arbitro: | Anastasios Sidīropoulos |

|                                        |           |                             |
| Sall 9’ Monnet-Paquet 39’ Bahebeck 77’ | Marcatori | 44’ Samuel 56’ (rig.) Janko |

| Arbitro: | Gediminas Mažeika |

|                               |           |  |
| Llorente 35’, 49’ Gameiro 72’ | Marcatori |  |

| Arbitro: | Björn Kuipers |

|  |           |               |
|  | Marcatori | 26’ Bellarabi |

| Arbitro: | Miroslav Zelinka |

|                                                           |           |  |
| Mina 4’, 25’ Parejo 10’ Negredo 29’ Gomes 35’ Rodrigo 89’ | Marcatori |  |

| Augusta 18 febbraio 2016, ore 21:05 CET | Augusta                  | 0 – 0 referto | Liverpool | WWK Arena (25 000 spett.)\| Arbitro: \| David Fernández Borbalán \| |
| Arbitro:                                | David Fernández Borbalán |               |           |                                                                     |

| Arbitro: | Slavko Vinčić |

|           |           |  |
| Juliš 64’ | Marcatori |  |

| Arbitro: | Michael Oliver |

|              |           |                      |
| Sarıoğlu 12’ | Marcatori | 21’ Milinković-Savić |

| Arbitro: | Ievgenii Aranovskiy |

|            |           |                           |
| Konaté 53’ | Marcatori | 13’ Stojiljković 61’ Rafa |

| Leopoli 18 febbraio 2016, ore 21:05 CET | Šachtar       | 0 – 0 referto | Schalke 04 | Arena L'viv (23 615 spett.)\| Arbitro: \| Hüseyin Göçek \| |
| Arbitro:                                | Hüseyin Göçek |               |            |                                                            |

| Arbitro: | Craig Thomson |

|  |           |            |
|  | Marcatori | 54’ Aduriz |

#### Ritorno
| Arbitro: | Liran Liany |

|                                   |           |                |
| Josué 27’ (rig.) Stojiljković 48’ | Marcatori | 16’, 29’ Gekas |

| Arbitro: | Ivan Kružliak |

|             |           |           |
| Samedov 45’ | Marcatori | 83’ Topal |

| Arbitro: | Paolo Tagliavento |

|  |           |                                              |
|  | Marcatori | 59’ Rodrigo 64’ Feghouli 72’ Piatti 88’ Vezo |

| Arbitro: | Clément Turpin |

|                  |           |  |
| Milner 5’ (rig.) | Marcatori |  |

| Arbitro: | Stefan Johannesson |

|  |           |                                  |
|  | Marcatori | 51’ Mareček 57’ Frýdek 70’ Fatai |

| Arbitro: | Vladislav Bezborodov |

|                                          |           |             |
| Parolo 59’ Felipe Anderson 61’ Klose 72’ | Marcatori | 62’ Öztekin |

| Arbitro: | Matej Jug |

|  |           |                                       |
|  | Marcatori | 27’ Marlos 63’ Ferreyra 77’ Kovalenko |

| Arbitro: | Aljaksej Kul'bakoŭ |

|            |           |               |
| Merino 81’ | Marcatori | 40’ Batshuayi |

| Arbitro: | Ruddy Buquet |

|                                   |           |                |
| Bellarabi 30’, 65’ Çalhanoğlu 87’ | Marcatori | 38’ João Mário |

| Arbitro: | Ovidiu Hațegan |

|                                           |           |  |
| Mason 25’ Lamela 63’ Rodríguez 81’ (aut.) | Marcatori |  |

| Arbitro: | Mark Clattenburg |

|  |           |                     |
|  | Marcatori | 23’ (aut.) Casillas |

| Arbitro: | Arnold Hunter |

|                      |           |                       |
| Fortounīs 29’ (rig.) | Marcatori | 102’, 111’ Acheampong |

| Arbitro: | István Vad |

|                                                                   |           |           |
| Bodurov 32’ (aut.) Rashford 64’, 75’ Herrera 88’ (rig.) Depay 90’ | Marcatori | 28’ Sisto |

| Arbitro: | Bobby Madden |

|            |           |  |
| Hestad 43’ | Marcatori |  |

| Arbitro: | Deniz Aytekin |

|            |           |          |
| Hamšík 17’ | Marcatori | 59’ Pina |

| Arbitro: | Danny Makkelie |

|                  |           |          |
| Zuffi 15’, 90+2’ | Marcatori | 90’ Sall |

#### Tabella riassuntiva
| Squadra 1        | Totale      | Squadra 2         | Andata | Ritorno     |
| ---------------- | ----------- | ----------------- | ------ | ----------- |
| Valencia         | 10 - 0      | Rapid Vienna      | 6 - 0  | 4 - 0       |
| Fiorentina       | 1 - 4       | Tottenham         | 1 - 1  | 0 - 3       |
| Bor. Dortmund    | 3 - 0       | Porto             | 2 - 0  | 1 - 0       |
| Fenerbahçe       | 3 - 1       | Lokomotiv Mosca   | 2 - 0  | 1 - 1       |
| Anderlecht       | 3 - 1       | Olympiacos        | 1 - 0  | 2 - 1 (dts) |
| Midtjylland      | 3 - 6       | Manchester United | 2 - 1  | 1 - 5       |
| Augusta          | 0 - 1       | Liverpool         | 0 - 0  | 0 - 1       |
| Sparta Praga     | 4 - 0       | Krasnodar         | 1 - 0  | 3 - 0       |
| Galatasaray      | 2 - 4       | Lazio             | 1 - 1  | 1 - 3       |
| Sion             | 3 - 4       | Braga             | 1 - 2  | 2 - 2       |
| Shakhtar Donetsk | 3 - 0       | Schalke 04        | 0 - 0  | 3 - 0       |
| O. Marsiglia     | 1 - 2       | Athletic Bilbao   | 0 - 1  | 1 - 1       |
| Siviglia         | 3 - 1       | Molde             | 3 - 0  | 0 - 1       |
| Sporting CP      | 1 - 4       | Bayer Leverkusen  | 0 - 1  | 1 - 3       |
| Villarreal       | 2 - 1       | Napoli            | 1 - 0  | 1 - 1       |
| Saint-Étienne    | 4 - 4 (gfc) | Basilea           | 3 - 2  | 1 - 2       |

### Ottavi di finale

#### Andata
| Arbitro: | Artur Soares Dias |

|                                  |           |                |
| Taison 21’ Kučer 24’ Eduardo 79’ | Marcatori | 69’ Acheampong |

| Basilea 10 marzo 2016, ore 19:00 CET | Basilea        | 0 – 0 referto | Siviglia | St. Jakob-Park (22 403 spett.)\| Arbitro: \| Anthony Taylor \| |
| Arbitro:                             | Anthony Taylor |               |          |                                                                |

| Arbitro: | Cüneyt Çakır |

|                              |           |  |
| Aubameyang 30’ Reus 61’, 70’ | Marcatori |  |

| Arbitro: | Clément Turpin |

|           |           |  |
| Topal 82’ | Marcatori |  |

| Arbitro: | Gianluca Rocchi |

|                 |           |  |
| Bakambu 4’, 56’ | Marcatori |  |

| Arbitro: | Björn Kuipers |

|                 |           |  |
| Raúl García 20’ | Marcatori |  |

| Arbitro: | Carlos Velasco Carballo |

|                                  |           |  |
| Sturridge 20’ (rig.) Firmino 73’ | Marcatori |  |

| Arbitro: | Alberto Undiano Mallenco |

|            |           |            |
| Frýdek 13’ | Marcatori | 38’ Parolo |

#### Ritorno
| Leverkusen 17 marzo 2016, ore 19:00 CET | Bayer Leverkusen | 0 – 0 referto | Villarreal | BayArena (23 409 spett.)\| Arbitro: \| William Collum \| |
| Arbitro:                                | William Collum   |               |            |                                                          |

| Arbitro: | Daniele Orsato |

|                     |           |            |
| Mina 13’ Santos 37’ | Marcatori | 76’ Aduriz |

| Arbitro: | Ruddy Buquet |

|  |           |                                 |
|  | Marcatori | 10’ Dočkal 12’ Krejčí 44’ Juliš |

| Arbitro: | Antonio Mateu Lahoz |

|  |           |               |
|  | Marcatori | 90+3’ Eduardo |

| Arbitro: | Deniz Aytekin |

|                           |           |  |
| Rami 35’ Gameiro 44’, 45’ | Marcatori |  |

| Arbitro: | Milorad Mažić |

|                    |           |              |
| Martial 32’ (rig.) | Marcatori | 45’ Coutinho |

| Arbitro: | Nicola Rizzoli |

|         |           |                     |
| Son 74’ | Marcatori | 24’, 71’ Aubameyang |

| Arbitro: | Ivan Bebek |

|                                                      |           |             |
| Koka 11’ Josué 69’ (rig.) Stojiljković 74’ Silva 83’ | Marcatori | 45+3’ Potuk |

#### Tabella riassuntiva
| Squadra 1        | Totale      | Squadra 2         | Andata | Ritorno |
| ---------------- | ----------- | ----------------- | ------ | ------- |
| Shakhtar Donetsk | 4 - 1       | Anderlecht        | 3 - 1  | 1 - 0   |
| Basilea          | 0 - 3       | Siviglia          | 0 - 0  | 0 - 3   |
| Villarreal       | 2 - 0       | Bayer Leverkusen  | 2 - 0  | 0 - 0   |
| Athletic Bilbao  | 2 - 2 (gfc) | Valencia          | 1 - 0  | 1 - 2   |
| Liverpool        | 3 - 1       | Manchester United | 2 - 0  | 1 - 1   |
| Sparta Praga     | 4 - 1       | Lazio             | 1 - 1  | 3 - 0   |
| Bor. Dortmund    | 5 - 1       | Tottenham         | 3 - 0  | 2 - 1   |
| Fenerbahçe       | 2 - 4       | Braga             | 1 - 0  | 1 - 4   |

### Quarti di finale

#### Andata
| Arbitro: | Jonas Eriksson |

|             |           |                            |
| Eduardo 89’ | Marcatori | 45’ Rakyc'kyj 75’ Ferreyra |

| Arbitro: | Ovidiu Hațegan |

|                 |           |              |
| Bakambu 3’, 63’ | Marcatori | 45+4’ Brabec |

| Arbitro: | Mark Clattenburg |

|            |           |                              |
| Aduriz 48’ | Marcatori | 56’ Kolodziejczak 83’ Iborra |

| Arbitro: | Carlos Velasco Carballo |

|             |           |           |
| Hummels 48’ | Marcatori | 36’ Origi |

#### Ritorno
| Arbitro: | Pavel Královec |

|                                                               |           |  |
| Srna 25’ (rig.) Ferreyra 43’ (aut.), 73’ (aut.) Kovalenko 50’ | Marcatori |  |

| Arbitro: | Martin Atkinson |

|                       |           |                                                    |
| Dočkal 65’ Krejčí 71’ | Marcatori | 5’, 49’ Bakambu 43’ Castillejo 45+1’ (aut.) Lafata |

| Arbitro: | Damir Skomina |

|                                             |                      |                                                 |
| Gameiro 59’                                 | Marcatori            | 57’ Aduriz 80’ Raúl García                      |
| Coke Krychowiak Konopljanka N'Zonzi Gameiro | Tiri di rigore 5 – 4 | Raúl García Viguera San José Etxebarria Susaeta |

| Arbitro: | Cüneyt Çakır |

|                                               |           |                                      |
| Origi 48’ Coutinho 66’ Sakho 78’ Lovren 90+1’ | Marcatori | 5’ Mxit'aryan 9’ Aubameyang 57’ Reus |

#### Tabella riassuntiva
| Squadra 1       | Totale          | Squadra 2        | Andata | Ritorno     |
| --------------- | --------------- | ---------------- | ------ | ----------- |
| Braga           | 1 - 6           | Shakhtar Donetsk | 1 - 2  | 0 - 4       |
| Villarreal      | 6 - 3           | Sparta Praga     | 2 - 1  | 4 - 2       |
| Athletic Bilbao | 3 - 3 (4-5 dcr) | Siviglia         | 1 - 2  | 2 - 1 (dts) |
| Bor. Dortmund   | 4 - 5           | Liverpool        | 1 - 1  | 3 - 4       |

### Semifinali

#### Andata
| Arbitro: | Szymon Marciniak |

|                           |           |                              |
| Marlos 23’ Stepanenko 36’ | Marcatori | 6’ Vitolo 82’ (rig.) Gameiro |

| Arbitro: | Damir Skomina |

|             |           |  |
| López 90+2’ | Marcatori |  |

#### Ritorno
| Arbitro: | Björn Kuipers |

|                             |           |             |
| Gameiro 9’, 47’ Mariano 59’ | Marcatori | 44’ Eduardo |

| Arbitro: | Viktor Kassai |

|                                             |           |  |
| Soriano 7’ (aut.) Sturridge 63’ Lallana 81’ | Marcatori |  |

#### Tabella riassuntiva
| Squadra 1        | Totale | Squadra 2 | Andata | Ritorno |
| ---------------- | ------ | --------- | ------ | ------- |
| Shakhtar Donetsk | 3 - 5  | Siviglia  | 2 - 2  | 1 - 3   |
| Villarreal       | 1 - 3  | Liverpool | 1 - 0  | 0 - 3   |

### Finale
| Arbitro: | Jonas Eriksson |

|               |           |                           |
| Sturridge 35’ | Marcatori | 46’ Gameiro 64’, 70’ Coke |